# قلبك ينتمي إلي (رواية)
قلبك ينتمي إلي، (بالإنجليزية Yout heart belong to me) هي رواية خيال العلمي والرعب للكاتب دين كونتز Dean Koontz،

تدور أحداث الفيلم حول شخصبة إسمها ريان بيري، الذي أجرى عملية زرع قلب. الرواية تحمل نفس بصمات الكاتب في كتابة الخيال العلمي عند «دين كونتز» حيث عرفت رواياته بصبغة التشويق الغامض. كذلك تمتزج في رواياته عناصر رعب وخيال علمي وغموض وسخرية. ظهرت عناوين بعض كتبه في قائمة النيويورك تايمز لأعلى الكتب مبيعا.
يمكن إدراج الرواية ضمن أنواع أدبية متعددة ومتقاربة،خيال علمي ورعب خيالي، القصة طبية مثيرة، الرواية النفسية،إثارة نفسية، أدب الرعب، رعب قوطي.

## الموضوع
بعد عام من زرع القلب الذي أنقذه من موت محقق، بدأ «ريان بيري» البالغ من العمر أربعة وثلاثين عاما يشعر بأمور غير عادية. رغم أن العمل في شركته الخاصة تسير على ما يرام. وهو يحاول التوفيق' بينه وبين رفيقته في حياته الخاصة
ولكن شخص ما هناك من ينوي جمع على المطالبة السابقة إلى شيء واحد التي جعلت كل ذلك ممكنا ...
لاحظ أن شخصا أجنبيا يتابع حياته من خلال أخذ أشيائه الخاصة، الهدايا الخاصة، قلادة القلب، ثم علبة صغيرة تضم حلوى على شكل قلوب بمناسبة عيد الحب،، ثم أخيرا يتطور الأمر إلى رسالة فيديو الجرافيك القلب ، من خلال رسالة على فيديو تصوير تعلن أن قلبك ينتمي لي.
وتصاعد التحرش والملاحقة في كل جانب من جوانب حياتهأصبح تحت الحصار، وقال بدأ يلمح أن هذه الملاحقات من امرأة غامضة... امرأة تبدو تماما مثل المانحة البالغ من العمر ثمانية وعشرين، من قلب ينبض بشكل دائم داخل صدره العميق. حيث تقول له إنها تريد إعادة قلبها تحت عنوان فلبي ينتمي إلي. فتبدأ أحدات القصة من نوع الرعب التشويقي أو الخيالي المفضل لدى بعض القراء.